# Гарінггейзен
Гарінггейзен (нід. Haringhuizen) — село в нідерландській провінції Північна Голландія. Входить до муніципалітету Голландс-Крон.
Його площа становить 3,72 км², а населення станом на 2021 рік складало 195 осіб.
Перша згадка про населений пункт датується 1344 роком.